# Lieder von Freunden
Lieder von Freunden ist ein Coveralbum des deutschen Liedermachers Reinhard Mey. Es erschien 2015 bei Universal Music. Anders als die bisherigen Studioalben enthält das Album eine Sammlung von 16 deutschen, französischen und englischen Aufnahmen von Kollegen, die Mey über die Jahre hinweg aufgenommen hat.

## Inhalt
Das Album erschien am 6. November 2015. Auf dem Album ist eine Sammlung mit Titeln von Ulrich Roski, Pete Seeger, Rio Reiser, Franz Josef Degenhardt, Heinz Rudolf Kunze, Klaus Hoffmann, Gerhard Gundermann, The Magnetic Fields, Colin Wilkie, Johann Sebastian Bach, Selma Meerbaum-Eisinger, I Muvrini, Manfred Maurenbrecher, Ludwig Hirsch und Boris Vian zu hören. Anders als seine anderen Studioalben erarbeitete er es nicht in einem relativ kurzen Zeitraum, sondern die Aufnahmen entstanden über viele Jahre hinweg.

„Wir alle haben irgendwo in der Erinnerung, oder gerade im Ohr, so ein Lied, ‚wo es dich packt, dass du nicht weißt, wie dir geschieht‘, wie ich mal versucht habe, es zu beschreiben. Ich habe viele solcher Lieder aus der Feder sehr naher oder ferner Kollegen, die mir doch alle über ihre Musik gleich vertraut sind. Manche begleiten mich schon mein ganzes Leben, manche entdecke ich vielleicht erst jetzt, aber von nun an werden auch die zu Weggefährten für immer. Lieder, die ich für mich singe, einfach weil sie mir Freude machen, weil sie mich trösten oder bewegen und manchmal, wenn nach einem Studiotag noch ein bisschen Zeit ist und die Kollegen Lust haben, oder Besuch kommt, den ich – wie meine Tochter – zum Mitsingen überreden kann, dann nehme ich schon mal eins davon auf, einfach so. Über die Jahre ist daraus über ein gutes Dutzend Aufnahmen entstanden aus der spontanen Lust am Musizieren, am Experimentieren, aus dem Wunsch, nach einem Tag voller Musik im Studio, nicht ohne eine letzte Zugabe auseinander zu gehen. Ich nenne sie die Lieder von Freunden.“

Die Lieder dieses Albums sind – wie bei Mey üblich – nur spärlich instrumentiert. Das Album enthält alte Folk-Klassiker wie Sag mir wo die Blumen sind sowie Klassisches wie Willst Du dein Herz mir schenken. Das Lied The Book of Love ist ein Duett mit seiner Tochter Victoria Luise, Die zwölf Weihnachtstage ist ein Quartett mit seinen drei Kindern.

## Titelliste
1. Bitte gib mir Feuer – 3:12 – Ulrich Roski
2. Que sont devenues les fleurs – 3:48 – Pete Seeger
3. Zauberland – 3:54 – Rio Reiser
4. Wölfe mitten im Mai – 6:55 – Franz Josef Degenhardt
5. Du bist nicht allein – 3:17 – Heinz Rudolf Kunze
6. Ma vie – 3:17 – Klaus Hoffmann
7. An Vater – 3:51 – Gerhard Gundermann
8. The Book of Love – 3:47 – The Magnetic Fields
9. Emily Anne – 5:39 – Colin Wilkie
10. Willst du dein Herz mir schenken – 3:00 – Johann Sebastian Bach
11. Die zwölf Weihnachtstage – 5:19 – Volkslied, England
12. Abend – 3:01 – Selma Meerbaum-Eisinger
13. Jallalabad – 4:26 – I Muvrini
14. Das alte Fahrrad – 4:04 – Manfred Maurenbrecher
15. Schutzengerl – 2:48 – Ludwig Hirsch
16. Le Déserteur – 2:42 – Boris Vian

## Charts und Chartplatzierungen
| ChartsChartplatzierungen | Höchstplatzierung | Wochen |
| ------------------------ | ----------------- | ------ |
| Deutschland (GfK)        | 17 (6 Wo.)        | 6      |
| Österreich (Ö3)          | 22 (3 Wo.)        | 3      |
| Schweiz (IFPI)           | 91 (1 Wo.)        | 1      |

## Sonstiges
Der Erlös des Albums floss wohltätigen Zwecken zu. Mey spendete seinen Anteil an die Flüchtlingshilfe der SOS-Kinderdörfer.